# Windows XP主题
Windows XP主题是Windows XP系统的定制图形用户界面。Luna，Royale，Zune和Embedded是微软提供的官方主题。自Windows XP中，主题包含视觉样式。默认情况下，Luna主题预装在Windows XP家庭版和专业版，Royale（Energy Blue）主题预装Windows XP Media Center Edition，Embedded主题是预装在Windows XP Embedded。所有主题都与Windows XP的所有版本兼容。与以前版本的Windows相比，新方案重点放在图形的吸引力，整个界面使用位图，每个窗口的边缘均采用圆润设计。自Luna推出后，该方案于在Windows XP媒体中心2005版得到补充，新增Royale和Royale Noir、Zune（Royale计划的补充）。

## Luna
Luna（在拉丁语、意大利语、西班牙语、罗马尼亚语、保加利亚语、斯洛文尼亚语、塞尔维亚语和俄罗斯语中意为“月亮”）是Windows XP的默认视觉主题。其官方名称是Windows XP样式。主题提供三种配色方案：蓝色（默认），橄榄绿和银色。这些颜色主题的代码名称中可以观察到文件路径。

## Windows经典
“Windows经典样式”也可在Windows Vista和Windows 7中使用，但必须由用户启用。习惯了老版本的Windows，如Windows 2000或Windows 98的用户可能会发现它使用起来更舒适。除了关闭可视化，该选项也提供了相对较好的性能和更大的颜色、字体自定义选项。经典主题也可用于在Windows XP 安全模式和Win32控制台窗口。

## Royale
Royale（也称作“媒体中心样式”，蓝色的衍生版也作“亮蓝色”）是一个微软的GUI艺术概念，于2004年推出，用于Windows  Media Center桌面版以及Windows XP Tablet PC Edition的平板电脑。
其引入了一个新的壁纸（灵感来自Windows XP布利斯），一个桌面主题和皮肤。新的Energy Bliss壁纸很大程度上来源于布利斯但使用了人为的计算机图形（GC）渲染。
这个概念创造了一个辉煌，明亮的，生动的和人造反射颜色投影具有强烈的蓝色和绿色的颜色，有点让人想起了默认的蓝色的Microsoft Office 2003的主题。

### 可用性
Energy Blue主题最初是于2004年12月为人们提供。2005年4月7日，微软新西兰的新西兰主题可通过Windows正版增值从Microsoft网站下载上下载。该主题可以通过手动解压CAB文件的方式在非媒体中心版本的Windows XP上安装。由于这是一个免费软件，已被许多流行下载站破解，如Softpedia。
微软还发布了Windows Media Player音乐可视化功能以及皮肤。皮肤在平板电脑体验包中释放并可免费使用，但封闭安装在Windows XP Tablet PC Edition设备上。但也可以破解CAB文件移植到Windows XP上。

## Royale Noir
Royale Noir看起来像一个Energy Blue的黑色版本，有一个黑色的，偏蓝的紫色色调。当鼠标悬停，启动按钮将从黑色变为绿色。
由于Royale Noir被提前泄露，且不是由微软完成，它有一些不完善的地方。

## Zune主题
Royale Noir被泄露的几个星期后，Zune主题伴随着微软新推出的Zune媒体播放器正式发布了。就像Royale Noir一样，Zune主题似乎是基于Energey Blue的主题。Zune主题显示一个棕色的光影样式。Zune主题是第一次包括不同颜色的开始按钮的主题，可选择XP中的绿色版本还是原来经典主题的灰色）。值得注意的是，此主题用于家得宝的POS单位
目前尚不知道Royale Noir是否Zune的一个测试版。

## Embedded主题
“Embedded”主题是由“Windows Embedded Standard CTP Refresh”版本带来的。其与Energy Blue相似，设有深蓝色的颜色搭配，但加上一个新的壁纸。

## 第三方主题
只有当uxtheme.dll文件被破解，才允许使用未签名的第三方主题。但微软并不允许破解该文件。尽管这样，微软意识到这种做法带来的不便，甚至建议获得一个新经过修补版本的uxtheme.dll，其通过微软自己的更新文件（通常是通过操作系统服务包）提供。